# Внутрішня дельта Нігеру
14°37′00″ пн. ш. 4°30′00″ зх. д. / 14.61667° пн. ш. 4.50000° зх. д.

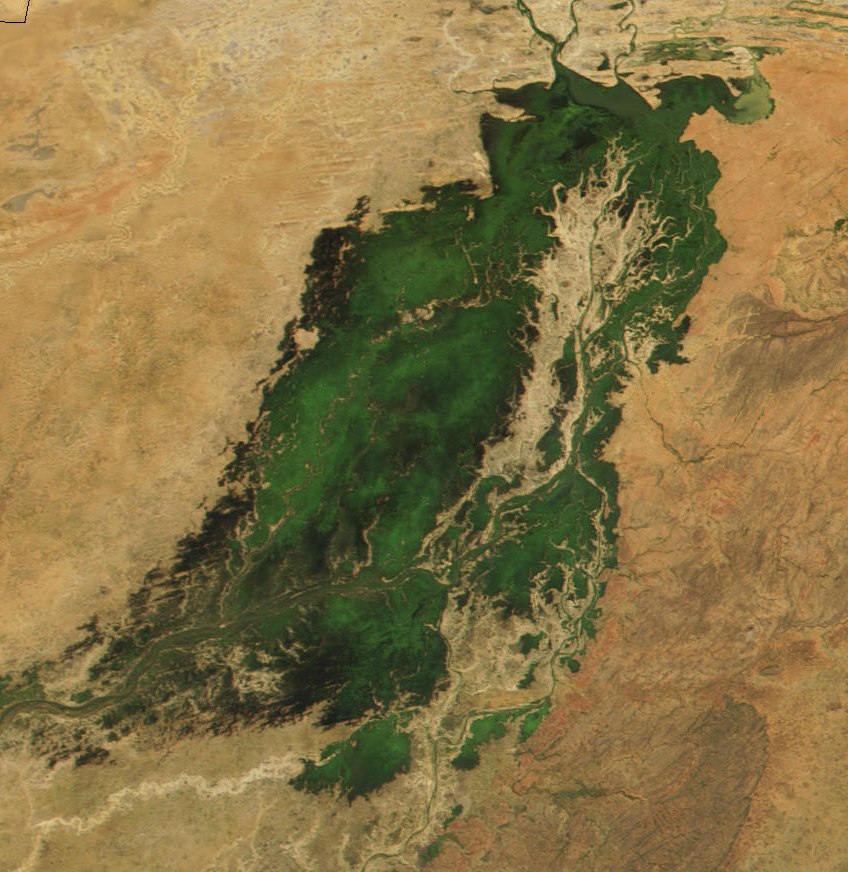
Річка Нігер в Малі 2001 року. В сезон дощів внутрішня дельта має темно-зелений колір

Вну́трішня де́льта Ні́геру, Масина — велика територія в середній течії річки Нігер на території Малі. Являє собою широку сильно заболочену заплавну долину з безліччю озер, стариць і рукавів.

## Опис
Дельта має довжину 425 км при середній ширині 87 км. Там, де сьогодні Нігер зливається зі своїм основним притокою Бані, колись знаходилося велике безстічне озеро. Озеро утворюється під час вологого сезону, його води використовуються людьми для зрошення навколишніх земель, а також численними тваринами і птахами. За чотири місяці дощів (з липня по жовтень) площа дельти збільшується з 3,9 до 20 тис. км².
Внутрішня, як і гирлова дельта річки має значну кількість відкладень алювіальних наносів. У районі Тімбукту численні рукава з'єднуються в одне русло.